# Get Up and Boogie
Get Up and Boogie (That's Right) è un singolo del 1976 del gruppo disco tedesco Silver Convention, scritto e composto da Sylvester Levay e Stephan Prager ed estratto dall'omonimo album.
Proprio come nel caso del singolo precedente (Fly, Robin, Fly), il testo di Get Up and Boogie consiste di sole sei parole: "Get up and boogie" e "That's right!", ripetute per tutta la durata del brano.
La canzone raggiunse il primo posto nelle classifiche settimanali in Canada, e la seconda posizione nella Billboard Hot 100 statunitense (24° singolo più ascoltato dell'anno nel Paese).
Il brano si trova al tredicesimo posto nella classifica dei migliori brani disco di sempre, stilata nel 2016 da Giorgio Moroder per Billboard.
Alla fine degli anni 2000, la canzone è stata rielaborata a scopi pubblicitari come "Get Up and Snuggie" per promuovere coperte in pile (snuggie).